# أمريكيون كرد
يشير الأكراد في الولايات المتحدة إلى الأشخاص الذين ولدوا في الولايات المتحدة أو يقيمون فيها من أصل كردي.
غالبية الأمريكيين الأكراد هم من المهاجرين حديثًا من تركيا وإيران والعراق وسوريا. يملك معظمهم أصولًا في شمال العراق أو شمال غرب إيران. يشكل الأكراد العراقيون أكبر نسبة من الأكراد الذين يعيشون في الولايات المتحدة.
وصلت الموجة الأولى من المهاجرين الأكراد كلاجئين خلال سبعينيات القرن العشرين نتيجة للنزاع العراقي الكردي. وصلت موجة ثانية من المهاجرين الأكراد في التسعينيات هربًا من حملة الأنفال للإبادة الجماعية التي شنّها صدام حسين في شمال العراق. وصلت أحدث موجة من المهاجرين الأكراد نتيجة وقوع الحرب الأهلية السورية عام 2011 والحرب الأهلية العراقية عام 2014، وكان من ضمنهم عدد من الذين عملوا كمترجمين للجيش الأمريكي.
في السنوات الأخيرة، لعبت شبكة الإنترنت دورًا كبيرًا في حشد الحركة الكردية، موحدةً مجتمعات الشتات من الأكراد حول الشرق الأوسط، وجنوب شرق آسيا، والاتحاد الأوروبي، وكندا، والولايات المتحدة، وأستراليا.

## التاريخ
بدأت الهجرة الكردية إلى الولايات المتحدة في القرن العشرين، بعد الحرب العالمية الأولى، فظهرت عدة موجات من الهجرة إلى الولايات المتحدة من المنطقة التي تُعتبر كردستان. نتيجة الحرب، زادت الثورة العراقية من هجرة الأكراد إلى الولايات المتحدة. بعد الحرب، وُعد الأكراد بمنطقة حكم ذاتي باسم كردستان في معاهدة سيفر عام 1920. تأثرت إيديولوجية ذلك الوقت بشدة بمذهب وودرو ويلسون المتعلق بحق تقرير المصير.
لكن، بعد حرب الاستقلال التركية، أُلغيت المعاهدة واستُبدلت معاهدة لوزان بها، وقد نفت معاهدة لوزان أي مطالبة كردية بمنطقة حكم ذاتي. بعد تراجع المطالب بالأراضي الكردية وما تلاها من اضطهاد، بدأت الهجرة الكردية من الشرق الأوسط. تأسس العديد من مجتمعات الشتات في أوروبا، وهاجر أكراد آخرون إلى الولايات المتحدة.
بعد موجة المهاجرين التي غادرت في أعقاب الحروب العالمية، جاءت موجة ثانية من الأكراد عام 1979 من شمال العراق وإيران. يعود سبب الهجرة في الأساس إلى الثورة الإيرانية في عام 1979. غادرت أيضًا مجموعات كبيرة من الأكراد بسبب الاضطراب السياسي الاجتماعي، وهو نتيجة ثانوية للثورة وعدم الاستقرار السياسي العام. كان العديد من المهاجرين الذين رحلوا عام 1979 يأملون في الإطاحة بالشاه أو هم من معارضيه على الأقل. مُنح العديد من المهاجرين من إيران والمعارضين للشاه حق اللجوء دون عناء وتلقوا مساعدة في السفر إلى الولايات المتحدة. كانت من النتائج الثانوية الأخرى للثورة النزاعات الحدودية بين إيران والعراق، والتي بلغت ذروتها في الحرب الإيرانية العراقية، من 1980 إلى 1988.
حصلت الموجة الثالثة المميزة من المهاجرين الأكراد بين عامي 1991 و1992 وتُعتبر أكبر الموجات الأربع. يعود سبب هذه الهجرة جزئيًا إلى الدعم الكردي لإيران في الحرب الإيرانية العراقية لأن صدام حسين انتقم بالهجوم على عدة مناطق كردية بأسلحة كيميائية. وقعت أشنع هذه الهجمات وأفظعها في حلبجة عام 1988. رغم امتلاك مجموعات مختلفة من الأكراد تفسيرات متناوبة للهجوم، فإن الأكراد عادة ما يعتبرون هذا الحدث دليلًا على الإبادة الجماعية ضد الشعب الكردي، وقد استخدموا هذا الادعاء لتحقيق مكاسب سياسية. على الرغم من أنه كان يوجد دعم واسع النطاق لإيران من قبل الأكراد العراقيين، فقد تسببت الحرب بانقسامات داخلية شديدة بين صفوف الشعب الكردي. ثم انتقل آلاف الأكراد إلى الولايات المتحدة.
في عامي 1996 و1997، حصلت موجة أخرى كبيرة من الهجرة الكردية إلى الولايات المتحدة أو على الأقل إلى ناشفيل، التي تضم أكبر تجمع للجاليات الكردية في البلاد، وذلك في أعقاب حرب أهلية كبيرة بين الحزبين السياسيين الرئيسيين في كردستان العراق، هما الحزب الديمقراطي الكردستاني والاتحاد الوطني الكردستاني. بدأ الجيش العراقي باستهداف مئات الأفراد المتهمين بالعمل ضد نظام صدام. بدأت منظمة الهجرة الدولية بإخلائهم. عبر اللاجئون الأكراد الحدود التركية، ونُقلوا بعد ذلك إلى غوام، وهي أرض أمريكية، ثم أُعيد توطينهم في الولايات المتحدة.
أدى انهيار نظام صدام حسين في أبريل 2003 إلى تدفق أعداد كبيرة من الأكراد العائدين إلى الأراضي التي نزحوا منها في ظل السياسات البعثية. هاجرت عدة مجموعات من الأكراد إلى الولايات المتحدة بسبب عدم الاستقرار الناجم عن النزاعات على الأراضي بين الأكراد العائدين والعرب الذين احتلوا أراضيهم.
بعد عام 2008، هاجرت عدة مجموعات أخرى من الأكراد إلى الولايات المتحدة. عمل العديد من المهاجرين بصفة ما إما مع الجهود العسكرية أو الإنسانية التي تبذلها الولايات المتحدة، ومع المنظمات الإنسانية الدولية، والمنظمات غير الحكومية الأخرى.[بحاجة لمصدر]

### علم السكان
يبلغ مجموع السكان الأكراد في الولايات المتحدة حسب تعداد عام 2000 ما قدره 9,423 نسمة. تقدّر الحسابات الأحدث إجمالي عدد السكان الأكراد في الولايات المتحدة بنحو 15,361 نسمة. تزعم مصادر أخرى أن عدد الأكراد في الولايات المتحدة يتراوح بين 15,000 و20,000 نسمة.
تضم مدينة ناشفيل بولاية تينيسي أكبر عدد من السكان الأكراد في الولايات المتحدة. وقد أُطلق على حي في جنوب ناشفيل لقب «كردستان الصغيرة» بسبب احتوائه عددًا كبيرًا من الأكراد. استنادًا إلى تعداد عام 2000، يبلغ عدد السكان الأكراد في تينيسي 2,405 نسمة، وفي ناشفيل 1,770 نسمة. وفقًا لمركز صلاح الدين في ناشفيل، هناك أكثر من 10,000 كردي يعيشون في ناشفيل. اعتبارًا من عام 2017، كان هناك ما يقرب من 15,000 كردي في ناشفيل من أصل 40,000 يقيمون في الولايات المتحدة بأكملها. هذا هو أكبر عدد من الأكراد في الولايات المتحدة. هناك أيضًا أعداد كبيرة من السكان في دالاس وتكساس وأتلانتا وجورجيا ومناطق في جنوب كاليفورنيا. لمعظم هؤلاء الأكراد أصول في شمال العراق أو شمال غرب إيران.